# Volodymyr (Melnyk)
Volodymyr (světským jménem: Kostjantyn Pavlovyč Melnyk; * 26. listopadu 1968, Nevir) je ukrajinský duchovní Ukrajinské pravoslavné církve Moskevského patriarchátu, arcibiskup a metropolita volodymyr-volynský a kovelský.

## Život
Narodil se 26. listopadu 1968 ve vesnici Nevir Volyňské oblasti.
Absolvoval Pinskou zemědělskou školu, po které vstoupil do vojenské služby. Po demobilizaci nastoupil roku 1990 na Volyňský duchovní seminář.
Roku 1992 jej biskup lucký a volyňský Varfolomij (Vaščuk) postřihnul na monacha se jménem Volodymyr na počest svatého mučedníka Vladimira (Bogojavlenského). Stejného roku byl rukopoložen na jerodiákona.
Roku 1994 začal studovat na Křesťanské teologické akademii ve Varšavě a metropolita kyjevský a celé Ukrajiny Volodymyr (Sabodan) jej rukopoložil na jeromonacha. Přednášel na Varšavském duchovním semináři.
Roku 1999 byl povýšen na igumena.
Na přání metropolity varšavského a celého Polska Sávy se staral o ukrajinské farnosti na území Polska.
Roku 2003 byl povýšen na archimandritu a byl ustanoven představeným monastýru Proměnění Páně v Novhorodu-Siverském.
Dne 10. června 2007 byl jmenován biskupem šepetivským a slavutským a o den později proběhla jeho biskupská chirotonie. Hlavním světitelem byl metropolita kyjevský a celé Ukrajiny Volodymyr (Sabodan).
Dne 14. června 2011 byl převeden na volodymyr-volynskou katedru.
Dne 28. srpna 2014 byl povýšen na arcibiskupa a 28. července 2017 na metropolitu.